# Винокур Юлія Миколаївна
Юлія Миколаївна Винокур (нар. 3 листопада 1959, станиця Калинівська Наурського району Чечено-Інгушської АРСР, нині РФ) — українська журналістка, громадська діячка. Член НСЖУ (2005). Заслужений журналіст України (2009). Депутат Тернопільської міської ради (від 2006). Генеральний директор телекомпанії «TV-4».

## Життєпис
Закінчила Харківський інститут радіоелектроніки (1982, нині національний університет радіоелектроніки), факультет журналістики Київського інституту політології та соціального управління (1991).
Працювала інженером-технологом на заводі «Топаз» у м. Донецьк; у ЗМІ в м. Красноармійськ (нині Покровськ) Донецької області.
Від 1993 — в Тернопільській телекомпанії «TV-4»: журналіст програми новин «Провінційні вісті»; автор і ведуча телепрограм «Депутатська скринька», «Межа правди» та інших; продюсер проектів «Ніч виборів», «Тема тижня», «Моя Україна», «Передвиборча п'ятниця»; 1996-2001 — керівник рекламної агенції, від 2001 — директор телекомпанії.
Від 2005 за сумісництвом — викладач відділення журналістики філологічного факультету ТНПУ (асистент кафедри журналістики від 2005).
Двічі обиралася членом Правління Незалежної асоціації мовників України, двічі до складу експертної ради Всеукраїнської премії в галузі телебачення «Телетріумф» (2008, 2010), стажувалася в телекомпанії WFIE NBC (США, 2002), в Національному прес-центрі США (2005), у Польщі (2002, 2005).

## Родина
Одружена. Виховує сина Богдана та доньку Даринку.

## Відзнаки
- лауреат конкурсу «Людина року» (2007, Тернопільська область),
- галузеві нагороди.